# Casque d'or
Casque d'or és una pel·lícula de l'any 1952 dirigida per Jacques Becker i protagonitzada per Simone Signoret i Serge Reggiani.

## Argument
Joinville-le-Pont, un assolellat diumenge del 1898. El fuster Georges Manda (Serge Reggiani) coneix en un cafè prop del riu a Marie, àlies Casque d'or (Simone Signoret), una jove i bella prostituta. Georges balla amb ella, enutjant Raymond (Raymond Bussières), amb qui es baralla. Marie és una de les meuques protegides per Félix Leca (Claude Dauphin), un aparent comerciant de licors, en realitat cap d'un grup criminal al qual pertany Raymond. La bonica prostituta i l'agosarat fuster es tornaran a veure. Raymond repta ara Georges a una baralla amb navalles. Georges clava la seua arma al pit del rival, el qual mor. Així és com el fuster esdevé un pròfug.

## Context històric i artístic
Pel que se sap, al mil vuit-cents francès hi va haver una real Casque d'or, de debò dita Marie. En aquesta superlativa obra dels anys cinquanta del segle xx, el personatge és caracteritzat per la bella, carnal i resplendent Simone Signoret. Gràcies als seus irresistibles encants, la deessa de l'amor podrà seduir un simple fuster, George, interpretat per Serge Reggiani. Rememorant sense tristor ni enyorança, el director Jacques Becker ofereix una ben traçada pintura d'àmbits parisencs i confrontacions humanes. En consonància romàntica i fluida, la pel·lícula segueix la vida diària d'una munió d'ànimes coetànies, la majoria gent humil i senzilla, encara que també facinerosos, delinqüents comuns, meuques i algun burgès de Joinville-le-Pont.
Responsable del guió i de la pel·lícula sencera, Becker refina l'espontània naturalitat dels actors i explora el cor dels agredolços personatges. I sense defugir el realisme ni les conseqüències doloroses, recrea sense luxes, però exquisidament, una Belle Époque de marginats i classes baixes. Segurament, va trobar inspiració en els llibres d'Eugène Sue i les pel·lícules del pioner cinematogràfic Louis Feuillade, si bé només reconeixeria estar en deute amb el sensual impressionisme de Pierre-Auguste Renoir, i amb el fenomenal cinema del fill del pintor, Jean Renoir, del qual Becker fou durant vuit anys ajudant de direcció. L'assumpte mou alguns temes universals com són l'amor, la fraternitat, la puresa dels sentiments, la fidelitat i l'engany, que són llegits pel director amb alternança dramàtica i poètica.
Simone Signoret va definir la pel·lícula com "un senzill cant a l'amor i l'amistat", mentre que l'intel·lectual i historiador Georges Sadoul indicaria la vulgaritat dels diàlegs i la poca credibilitat dels personatges, en especial els obrers. El fracàs comercial fou estrepitós (a París, per exemple, només va estar set dies en cartellera).

## Frases cèlebres
| « | "Escolta, Georges. Va ésser Leca qui et va denunciar. Ho he sabut aquest matí. Ho ha fet per alliberar-se de tu i aconseguir la Marie." (Raymond Bussières com a Raymond) | » |

## Curiositats
- El film està basat en un incident real que va tindre lloc als baixos fons de París l'any 1898.[2]
- Els crítics literaris de l'època es van indignar pel fet que Jacques Becker va decidir emfatitzar l'atmosfera dramàtica del film a costa de la psicologia dels personatges. No obstant això, el "modus operandi" de Becker va tindre un profund efecte entre els joves cineastes que arribarien més tard (la Nouvelle vague), ja que canviarien d'aquesta manera el cinema francès per a sempre més.[2]
- La trama original de la pel·lícula es basava en la relació que hi havia entre un botxí i un criminal, i no pas en la història amorosa que es va decidir finalment.[2]
- La pel·lícula va fracassar estrepitosament en el seu llançament a França. En canvi, a l'altre costat del canal de la Mànega fou un èxit i Simone Signoret va guanyar el BAFTA a la Millor Actriu en una Pel·lícula de Parla no Anglesa i el mateix film va ésser nominat a la Millor Pel·lícula.[2][3]
- Aquesta és la pel·lícula favorita de Jacques Becker i l'única de les seues pel·lícules que va tindre una gran repercussió internacional.[2]
- El títol Casque d'or es refereix als cabells de Marie, els quals s'assemblen a un casc d'or.[2]